# Waldhaus (Mohlsdorf-Teichwolframsdorf)
Waldhaus is een gehucht in de Duitse landgemeente Mohlsdorf-Teichwolframsdorf in het Landkreis Greiz in Thüringen. 
Het gehucht dankt zijn naam aan een jachtslot dat in 1873 door Hendrik XXII van Reuß-Greiz werd gebouwd in het woud tussen Greiz en Werdau. Na zijn dood werd het gebruikt door bosbeheer en in 1969 werd het afgebroken. Tot 2011 was het deel van de gemeente Mohlsdorf, in dat jaar ging die gemeente op in de landgemeente.